# リー・フィッシャー
リー・フィッシャー（英語：Lee Fisher、1951年8月7日 - ）は、アメリカ合衆国の政治家。オハイオ民主党のメンバーで前オハイオ州副知事。オハイオ開発庁長官も務めた。

## 経歴
1951年8月7日にミシガン州アナーバーに誕生する。オベリン大学とケース・ウェスタン・リザーブ大学法学部の卒業生で、オベリン大学の理事を12年務めた。また、ファイ・アルファ・デルタ・ロー・フラタニティのメンバーである。フィッシャーはオハイオ州下院議員を1981年から1982年まで、オハイオ州上院議員を1982年から1990年まで務めた。オハイオ州司法長官に選ばれ1991年から1995年まで務める。1994年にフィッシャーは共和党のベティ・モンゴメリーに司法長官再選を阻まれた。
1992年にフィッシャーはオハイオ州からの大統領選挙人団に選ばれた。1998年にはオハイオ州知事選挙に出馬したが、直近28年間で最も接戦となった州知事選挙で共和党候補のボブ・タフトに惜敗した。
フィッシャーの妻であるペギー・ゾーン・フィッシャーは2004年民主党大会でオハイオ州代表の一員だった。この間フィッシャーは州の政界に再び戻る意欲があるらしい事をほのめかした。これは3選禁止でタフトが出馬できない2006年の州知事選挙に別の形での出馬を考えているらしいことを意味していた。フィッシャーは副知事候補としてテッド・ストリックランド候補とともに再び現れ、11月に勝利した。
2010年の選挙では副知事の再選を求めず、共和党のジョージ・ヴォイノヴィッチの引退に伴い空席となった連邦上院議員の職を求め、共和党候補のロブ・ポートマンとの一騎討ちとなったが、全国的な民主党退潮の影響もあり敗北し、党の議席奪還に失敗した。

## 参照
- Election Results, Ohio Governor
- Election Results, Ohio Governor (Democratic Primaries)